# Phare intérieur du brise-lames sud de Duluth
Le phare intérieur du brise-lames sud de Duluth (en anglais : Duluth South Breakwater Inner Light), est un phare du lac Supérieur situé à l'extrémité intérieure du brise-lames sud du Duluth Ship Canal (en) à Duluth, dans le comté de St. Louis, Minnesota. Il forme une paire de feu d'alignement avec le phare extérieur du brise-lames sud de Duluth.
Ce phare est inscrit au Registre national des lieux historiques depuis le 4 août 1983.

## Historique
La configuration originale des brise-lames a été ornée d'une tour sur le côté sud de l'entrée du lac en 1874, peu de temps après la construction du canal. Des demandes de fonds pour construire une lumière de gamme sur l'extrémité intérieure du brise-lames ont été faites à partir de 1880, mais une affectation n'a pas été faite avant 1889. La construction s'est déroulée rapidement, avec une tour pyramidale en bois ouverte surmontée d'une salle technique et une lanterne en fer, cette dernière abritant une lentille de Fresnel du quatrième ordre tournante qui fournissait un flash de six secondes. Le phare a été mis en service le 1er septembre de la même année. Le 17, l' India a heurté la fin du brise-lames, mais les dommages sur le phare furent mineurs et rapidement réparés.
La reconstruction du canal dans le cadre de la modernisation du port de 1896 a forcé le réarrangement et le remplacement des lumières. Le brise-lames sud a été reconstruit avec des quais en béton de 1898 à 1900 et, une fois terminé, des lumières temporaires ont été érigées tandis que de nouveaux phares ont été construits. Une nouvelle tour arrière a été construite, se tenant au bord de la jetée près de la rive du lac. Cette structure, une tour cylindrique de 3 étages avec des contreforts pyramidaux et un escalier central fermé, était à l'origine peinte en blanc avec une lanterne et une salle d'observation noires. Plus tard, le schéma de couleurs a été inversé pour la tour noire actuelle et la lanterne blanche. La lentille d'origine a été réutilisée, mais a été remplacée par un système clignotant en acrylique moderne en 1995, lorsqu'elle a été rénovée. La lentille d'origine a été donnée au Lake Superior Maritime Visitor Center (en), où elle a été restaurée et exposée.
Il a été inscrit au registre national des lieux historiques en 1983 pour son importance locale dans les thèmes du commerce, de l'ingénierie et du transport. Il a été nommé pour être l'une des aides fédérales à la navigation essentielles au développement des Grands Lacs en tant que système de transport le plus important de la nation au 19e et au début du 20e siècle.
La lumière reste en service, mais en 2008, la tour a été vendue aux enchères à deux résidents de Duluth après qu'une offre de don à des organisations éducatives ou à but non lucratif n'ait trouvé aucun preneur.

## Description
Le phare  est une tour cylindrique avec des jambages à claire-voie en acier de 20,5 m de haut, avec une double galerie et une lanterne. Le phare est peint en noir et la salle de lanterne est blanche au toit noir.
Il émet, à une hauteur focale de 21 m, un éclat blanc de 0.5 seconde par période de 5 secondes. Sa portée est de 15 milles nautiques (environ 28 km).

## Caractéristiques dufeu maritime
Fréquence : 5 secondes (W)
- Lumière : 0.5 seconde
- Obscurité : 4.5 secondes

Identifiant : ARLHS : USA-240 ; USCG :  7-15860 .

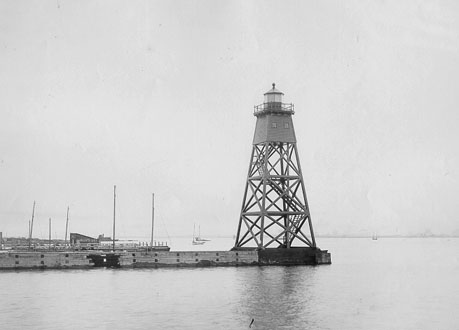
La première tour en bois
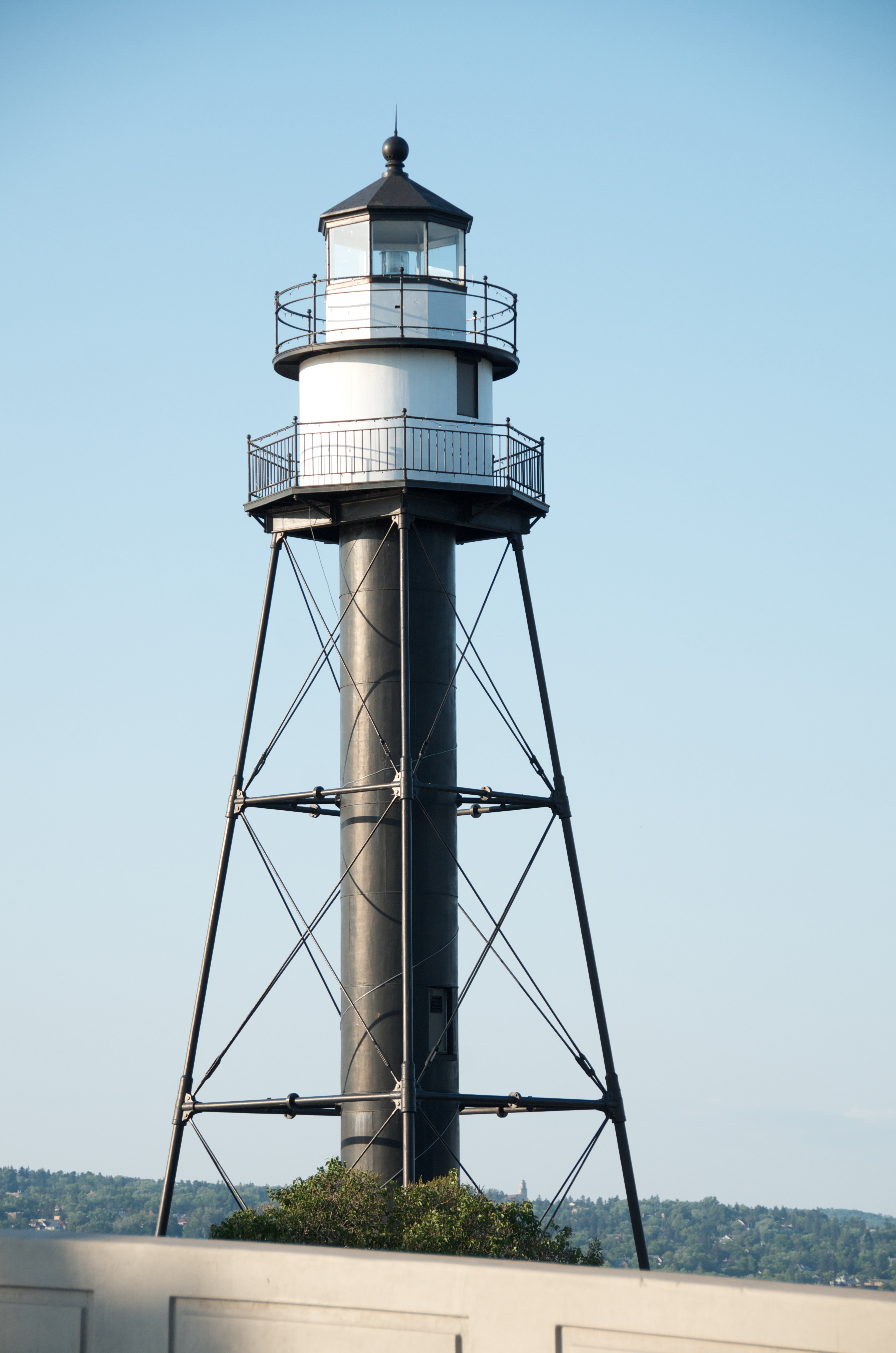
Le phare
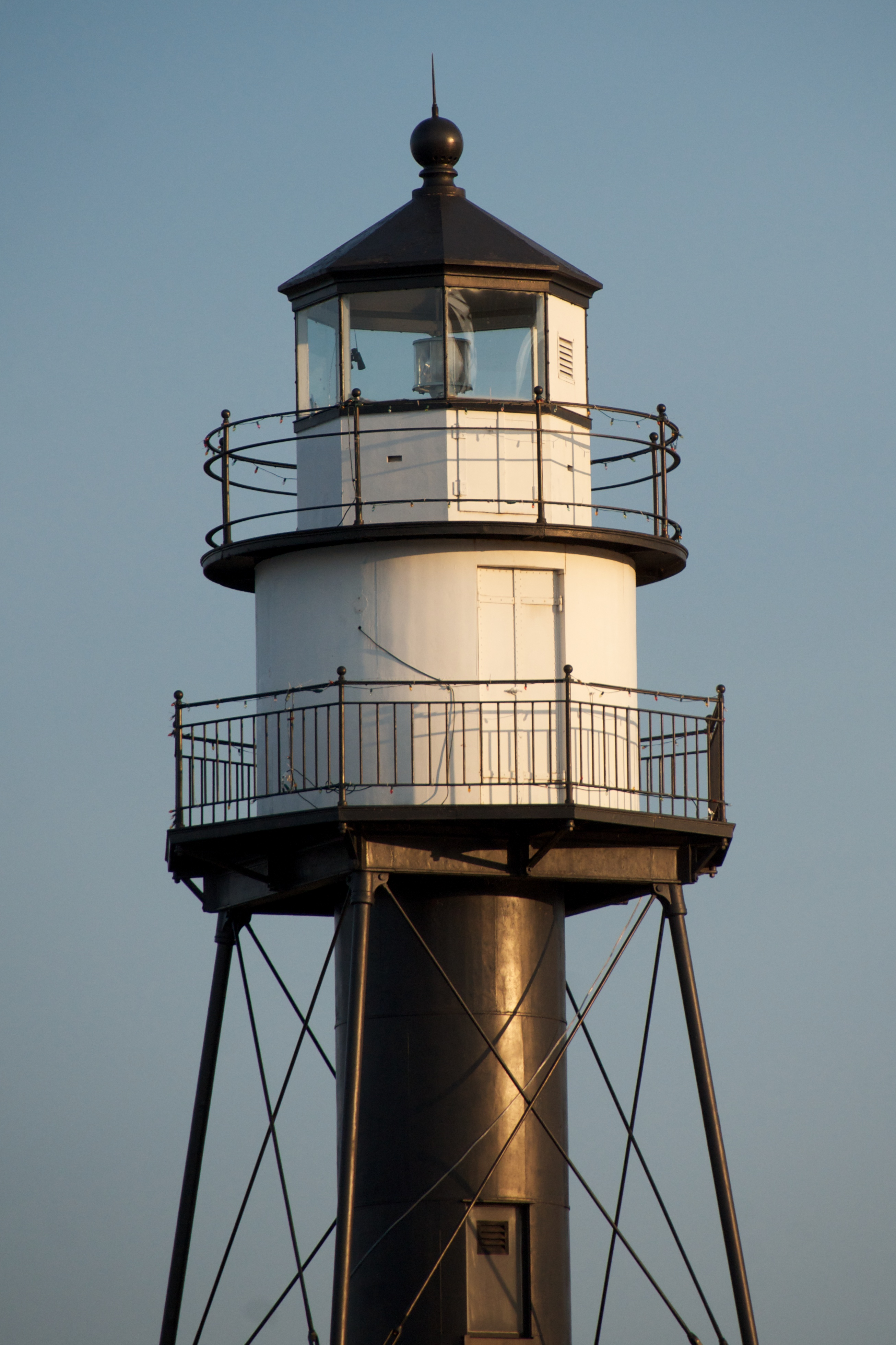
La lanterne